# Народна скупштина Краљевине Србије (1. октобра 1903 — 23. марта 1904)
1. октобра 1903 Народна скупштина састала се у свој редовни сазив за 1903. Краљевим указом седнице су отворене 2. октобра, па се одмах прешло на адресну дебату. Био је само један предлог Адресе, a дебата је текла утврђеним редом. Адреса парафразира Беседу и утврђује да је „Краљ носилац заставе политичких слобода и грађанских права, заставе чисте уставности, која је основна погодба за напредак земље." Беседа истиче да је народ „ . . . одушевљен заветним идеалима за које наши дедови под Карађорђевим вођством пролеваху своју крв", a ступање на престо Краља Петра народ је поздравио као освит новог доба и знамење боље и срећније будућности. Од 108 присутних чланова Скупштине, за Адресу је гласало 104, док су се четворица уздржала од гласања.
Једна скупштинска делегација предала је Адресу Краљу Петру, па је по томе влада Саве Грујића поднела Скупштини своју декларацију у којој се детаљно образлаже рад који ће се предузети.
Скупштина је по томе прешла на свој редовни рад. За време овога сазива она је проучавала 42 владина предлога, 45 посланичких предлога, 89 одборских предлога, 55 интерпелација, 71 посланичко питање, a министри су одговорили на 34 интерпелације и питања.
Дана 25. марта 1904 завршен је овај сазив Краљевом Беседом. Краљ Петар је захвалио Народној скупштини на готовости којом је ушла у сва питања о којима је била позвана да решава.

## Законодавни рад
У току овога сазива Народна скупштина донела је следеће законе: ** закона о пословном реду у Народној скупштини; ** закона о општинама од 5. јуна 1903; ** закона о накнади штете учињене злонамерном паљевином; закон о продужењу буџета прихода и расхода за 1902 годину; закон о одличју „Карађорђеве звезде"; ** закона о општој царинској тарифи; закон о штампи; ** казненог законика; ** закона о судском поступку у кривичним делима; ** закона о уредби о томе како ће полицијске власти поступати с полицијским преступницима и како ће их кажњавати; закон о продужењу закона којим је продужен буџет државних расхода и прихода за 1902 годину; ** закона о задругама за узајамно помагање; ** закона о панађурима и недељним пазарним данима; ** закона о општој царинској тарифи; ** закона царинског; закон о замени сребрног новца емитоваиог на основу закона из 1873 године; ** закона о таксама; ** закона о устројству Војне академије; Финансијски закон за 1904 годину, ** закона о шумама; ** закона о монополу дувана; ** закона о монополу соли; ** закона о монополу жижица, петролеума, артије за цигарете и алкохол; ** закона о трошарини у Београду; ** закона о војној администрацији; закон о набавкама војних потреба; ** закона о лову; закон о специјалној поштанској конвенцији и телеграфској угодби између Србије и Бугарске; **** закона о периодској повишици плата телеграфиста; закон о овлашћењу да влада може отпочети преговоре о продужењу повластице Народној банци; ** закона о устројству војске од 1901 године; закон о општој царинској тарифи; закон о овлашћењу Управе фондова за давање зајма Српској држави потребног за грађење нових пруга; ** закона о Народној банци; закон о народним школама.